# Alfred Roller

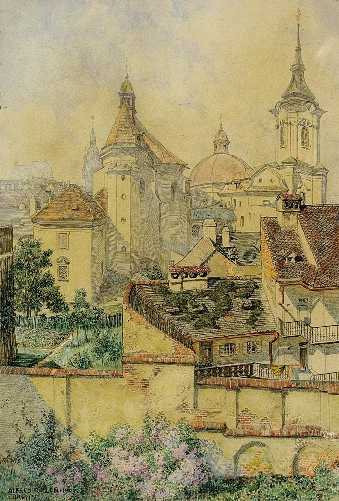
Brünn (Brno), 1907

Alfred Roller (ur. 2 października 1864 w Brnie, zm. 21 czerwca 1935 w Wiedniu) – austriacki malarz, grafik i scenograf, tworzący w stylu secesji. Profesor Akademii Sztuk Pięknych w Wiedniu, dyrektor ds. technicznych opery dworskiej.